# 拉沃日莱班
拉沃日莱班（法語：La Vôge-les-Bains，法語發音：[la voʒ le bɛ̃] ⓘ）是法国大东部大区孚日省的一个市镇，位于该省南部偏西，属于埃皮纳勒区和埃皮纳勒城市圈公共社区。

## 地名
沃日是当地一个自然区域。“莱班”（les-Bains）在法语中意为“浴场”。

## 历史
拉沃日莱班成立于2017年1月1日，由班莱班、阿尔索和欧穆热三个市镇合并而成，其中班莱班为政府驻地。

## 地理
拉沃日莱班（48°0'11"N, 6°15'51"E）面积44.09 平方千米，位于法国大東部大區孚日省，该省份为法国东北部内陆省份，北起默兹省和默尔特-摩泽尔省，西接上马恩省，南至上索恩省和贝尔福地区省，东临上莱茵省和下莱茵省。
与拉沃日莱班接壤的市镇（或旧市镇、城区）包括：拉艾、维奥梅尼勒、沙穆瓦洛格约、拉沙佩勒欧布瓦、莱瓦夫尔、勒克莱瑞、特雷蒙泽、丰特努瓦堡、格吕埃莱叙朗斯。
拉沃日莱班的时区为UTC+01:00、UTC+02:00（夏令时）。

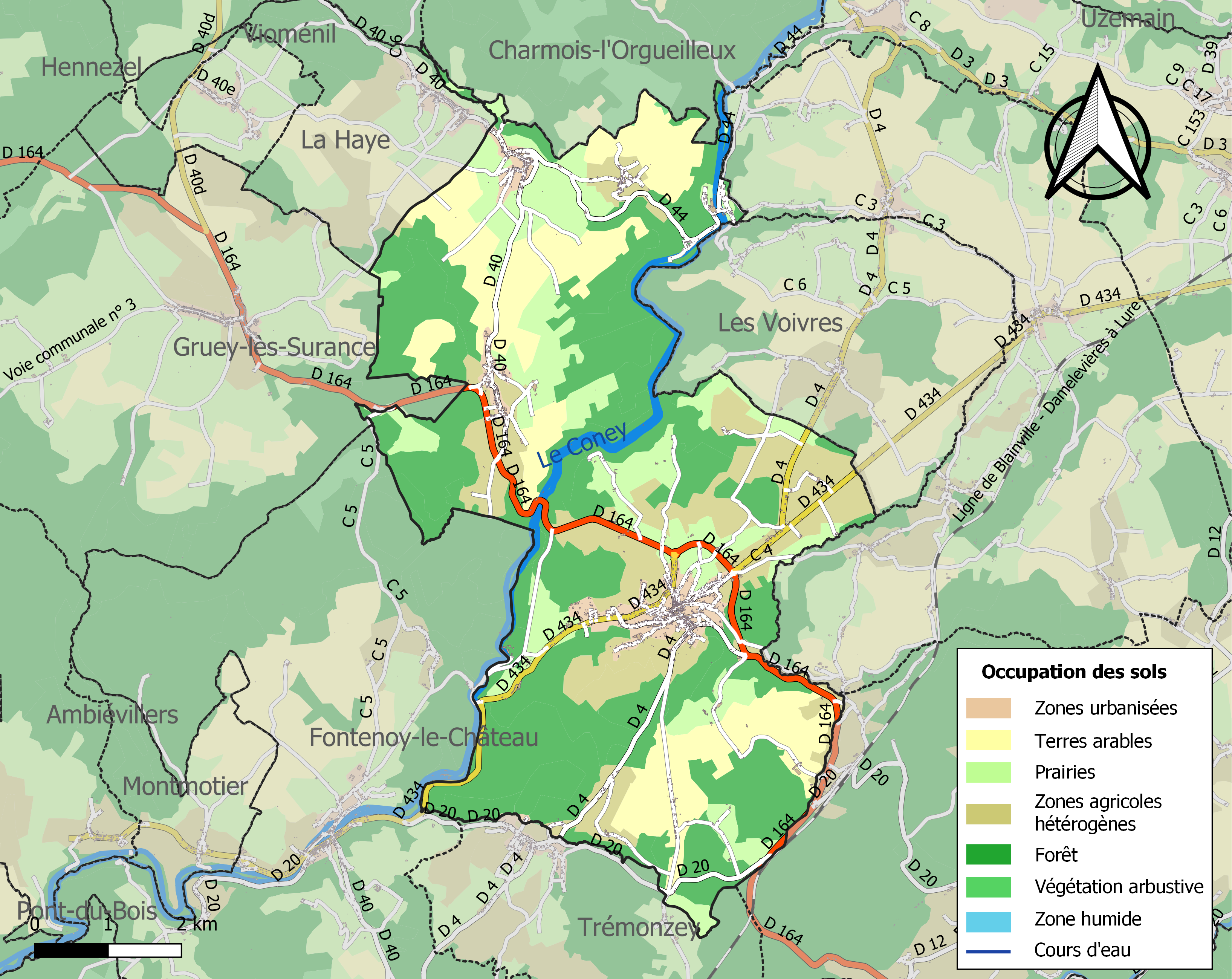
拉沃日莱班的OSM定位图

## 行政
拉沃日莱班的邮政编码为88240，INSEE市镇编码为88029。

## 政治
拉沃日莱班所属的省级选区为勒瓦勒达若勒县。

## 人口
拉沃日莱班于2022年1月1日时的人口数量为1556人。